# Atelier Fontana
Atelier Fontana és una minisèrie de televisió italiana dirigida per Riccardo Milani i produïda per Rai Fiction i Lux Vide, i emesa estrenada a la Rai 1 en dos vespres, els dies 27 i 28 de febrer de 2011. Les tres protagonistes de la ficció són Alessandra Mastronardi, Anna Valle i Federica De Cola. Ha estat doblada al català. La sèrie està basada en la vida de Sorelle Fontana, les tres modistes de la província de Parma que es van fer famoses quan l'any 1949 van confeccionar el vestit de núvia amb el qual Linda Christian es va casar amb Tyrone Power. Aleshores, es van convertir en unes de les estilistes més sol·licitades per les estrelles de Hollywood.

## Repartiment principal
- Alessandra Mastronardi com a Micol Fontana
- Anna Valle com a Zoe Fontana
- Federica De Cola com Giovanna Fontana
- Anna Bonaiuto com la mare Amabile
- Gianni Cavina com a Giovanni Fontana
- Marco Bocci com a Enrico Landi
- Marco Foschi com a Leonardo
- Massimo Wertmüller com a Mazzocchi
- Massimo De Santis com al marit de Zoe
- Hariett McMasters-Green com a Linda Christian
- Piera Degli Esposti com la princesa Caetani
- Ariella Reggio com l'àvia Zeide
- Micol Fontana com a ella mateixa